# الفرعه
الفرعة یک منطقهٔ مسکونی در عربستان سعودی است که در استان عسیر واقع شده‌است.

## خصوصیات
الفرعة ۵۰۰ نفر جمعیت دارد و ۴۶۹ متر بالاتر از سطح دریا واقع شده‌است.